# Dziurawiec wytworny
Dziurawiec wytworny (Hypericum elegans Stephan ex Willd.) – gatunek byliny należący do rodziny dziurawcowatych.
Występuje w Azji (Turcja, Kaukaz, Syberia) oraz wschodniej, południowej i środkowej Europie. W Polsce jest skrajnie rzadki, występuje tylko na jednym stanowisku w Kątach II koło Zamościa. Jest to izolowane stanowisko, oderwane od głównego zasięgu tego gatunku.

## Morfologia

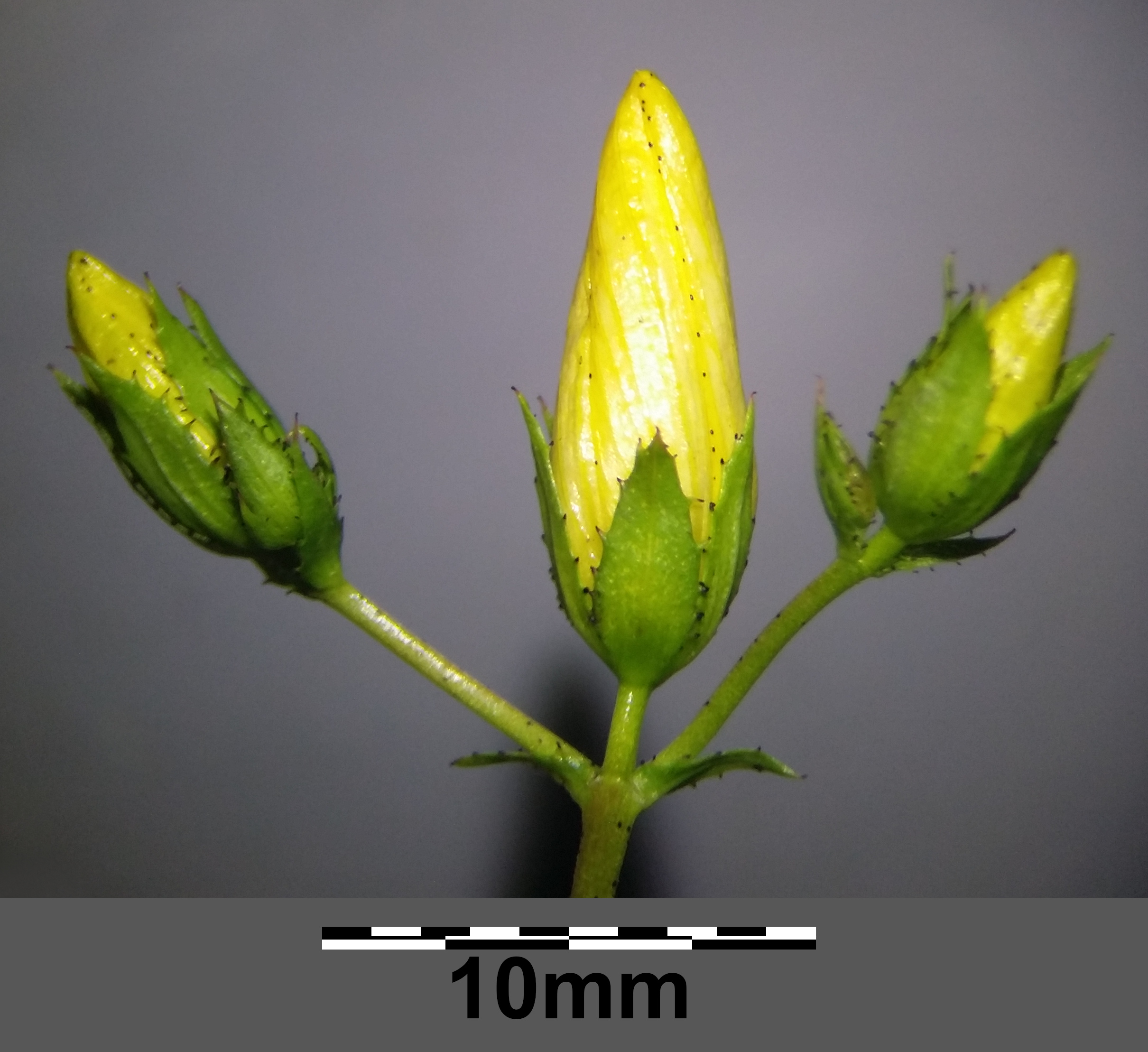
Pąki kwiatowe

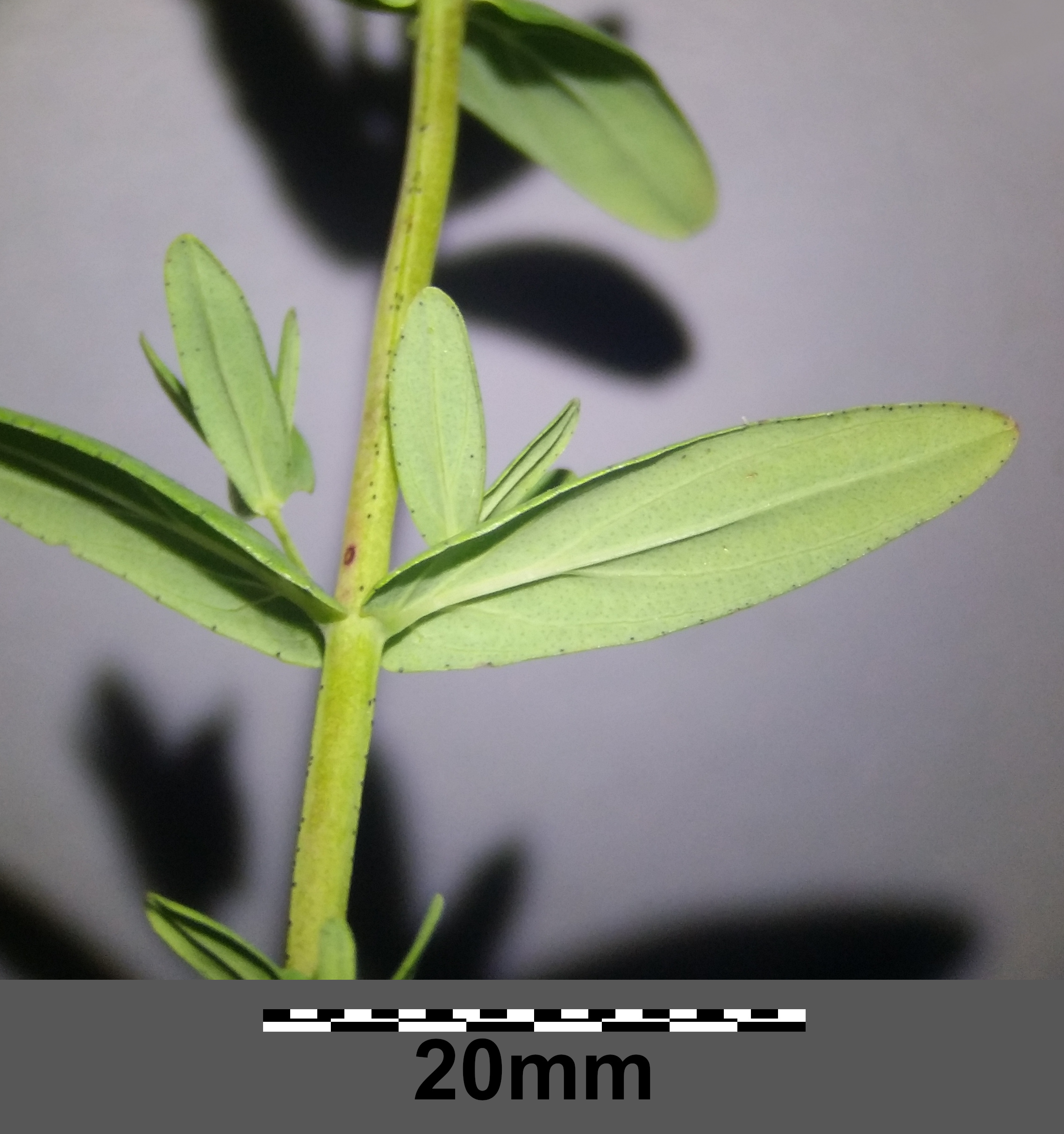
Łodyga i liście

ŁodygaWzniesiona, do 40 cm wysokości, z dwiema wystającymi liniami.
LiścieTrójkątnie lancetowate, żywo zielone, do 25 mm długości, nagie, przeświecająco kropkowane.
KwiatyDziałki zaostrzone, gruczołowato orzęsione, 4-6 mm długości. Płatki jasnożółte, z czarnymi kropkami na brzegu.

## Biologia i ekologia
Bylina. Rośnie w murawach kserotermicznych na podłożu wapiennym. Kwitnie od czerwca do sierpnia. 

## Zagrożenia i ochrona
Roślina objęta w Polsce od 2004 ścisłą ochroną gatunkową.
Kategorie zagrożenia:
- Kategoria zagrożenia w Polsce według Czerwonej listy roślin i grzybów Polski (2006)[6]: E (wymierający); 2016: CR (krytycznie zagrożony)[7].
- Kategoria zagrożenia w Polsce według Polskiej czerwonej księgi roślin[8]: EN (endangered, zagrożony).